# Szemud (village)
Pour les articles homonymes, voir Szemud.
Szemud est un village polonais de la voïvodie de Poméranie et du powiat de Wejherowo. Il est le siège de la gmina de Szemud et comptait 1 639 habitants en 2006. 